# Split (Unix)
split – program konsoli Uniksa służący do dzielenia plików na mniejsze części. Bez podania parametrów dzieli plik tak, aby każda część miała maksymalnie 1000 linii. Pliki wyjściowe nazywane są tak, że do nazwy podanej jako argument dodaje się aa dla pierwszego pliku, ab dla drugiego itd. Bez podania członu podstawowego split stosuje domyślnie x.

## Użycie
```
split 
parametry
 
plik_wejściowy
 
plik_wyjściowy
```

np. aby podzielić plik wikipedia.pdf na części o rozmiarze 40 MB, użytkownik wpisuje w konsoli 
1. split -b40m wikipedia.pdf